# South Ambulance (musikalbum)
South Ambulance är South Ambulances självbetitlade debutalbum, utgivet 2005 på skivbolaget Labrador.

## Låtlista
1. "Take Them Out"
2. "Die 5Times Times5"
3. "Brunswick Kid"
4. "Saturdays for Sad Excuses"
5. "Done Undone"
6. "Echo#45"
7. "The Ballad of Duncan Boyle"
8. "Crack & Burst"
9. "Worry Satellite"
10. "Crack Up"
11. "Imaginary Bottled Reply to Disbeliever"

## Mottagande
Skivan snittar på 3,4/5 på Kritiker.se, baserat på fyra recensioner.

### Fotnoter
1. ↑  ”South Ambulance”. Svensk mediedatabas. http://smdb.kb.se/catalog/search?q=south+ambulance+typ%3Afonogram&sort=OLDEST. Läst 22 december 2011.
2. ↑  ”South Ambulance”. Kritiker.se. http://kritiker.se/skivor/recension/?skiva=South_Ambulance__-__South_Ambulance. Läst 22 december 2011.